# Сан-Джованни-ин-Кроче
Сан-Джованни-ин-Кресте (итал. San Giovanni in Croce) — коммуна в Италии, располагается в регионе Ломбардия, подчиняется административному центру Кремона.
Население составляет 1539 человек, плотность населения составляет 96 чел./км². Занимает площадь 16 км². Почтовый индекс — 26037. Телефонный код — 0375.
Покровителем коммуны почитается святой Иоанн Креститель. Праздник ежегодно празднуется 24 июня. 
В XV веке место проживание леонардовской модели Чечилии Галлерани.